# Thule-Netz

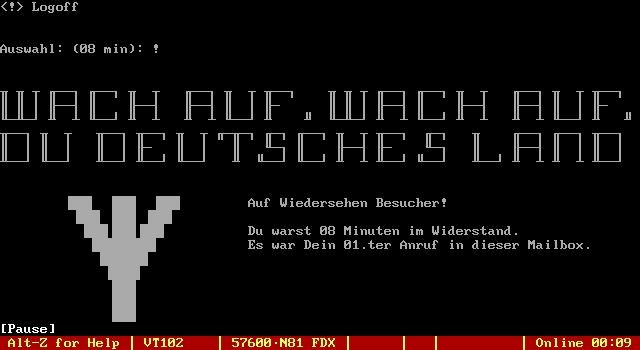
Grafik aus der Mailbox „Widerstand“

Das Thule-Web war eine Internet-Domain, die im Internet als Sammelpunkt rechtsextremer Verlautbarungen in deutscher Sprache diente. Die Website hatte neuheidnische, antisemitische und als Geschichtsrevisionismus dargestellte Inhalte.
Das Thule-Web war als Nachfolger des Thule-Netzes gedacht, welches Anfang der 1990er Jahre als Mailbox-System unter den Namen Thule-Netz oder Thule-Net durch Thomas Hetzer (unter dem Pseudonym Alfred Tetzlaff) initiiert wurde, der als einer der ersten neuheidnisch orientierten Rechtsextremen die Möglichkeiten der elektronischen Kommunikation für die politische Vernetzung der Neuen Rechten erkannt hatte. Weiterer Betreiber waren Kai Dalek mit „Kraftwerk BBS“ und Ralf Kottcke (unter dem Pseudonym Thorin Eichenschild). Ende der 1990er Jahre erfolgte der Einstieg über ein Internet-Portal (Thule-Web).

## Geschichte

### Das Thule-Netz
Das Netz sollte der Kommunikation verschiedener rechtsextremer Aktivisten im ganzen Bundesgebiet dienen. Ihr Ziel, durch dieses Netz die deutsche rechtsextreme Szene nachhaltig zu koordinieren, erreichten die Betreiber allerdings nicht. Dies lag vor allem an der genutzten Technik (Mailboxen), die den Zugang damals vorwiegend auf computertechnisch versierte Aktivisten beschränkte. Das Thule-Netz hatte nie mehr als insgesamt 150 Nutzer.
Ein Großteil der Kommunikation bewegte sich oft am Rande der Legalität. Für die deutschen Sicherheitsbehörden war es allerdings sehr schwierig, den Betreibern und Teilnehmern direkt strafrechtlich relevante Inhalte nachzuweisen: Äußerungen, die gegen deutsches Recht verstießen (z. B. Holocaustleugnung, Volksverhetzung), wurden so kaschiert, dass zwar jeder der Beteiligten wusste, was gemeint war, aber es schwer gewesen wäre, Straftaten vor Gericht nachzuweisen. Der Einsatz von Verschlüsselungsprogrammen, vor allem PGP, ermöglichte den Beteiligten einen direkteren Meinungsaustausch.
Gegen Anfang 1996 begann das Netz wegen interner Streitigkeiten auseinanderzufallen. Ende 1996 trennte sich die „Werwolf BBS“ aus Hameln von dem Netz, der Betreiber beging Suizid. Wenig später, im März 1997, wurden die Mailboxen „Elias BBS“ und „Asgard BBS“ ausgeschlossen. Die „Elias BBS“ stand unter Verdacht, von einem Agenten des Verfassungsschutzes betrieben zu werden. Die Betreiber der letzten beiden Mailboxen, Jürgen Jost und Thekla Maria Kosche, gründeten unter der späteren Bezeichnung „Nordland-Netz“ ein eigenes Konkurrenznetz, das in seiner Board- und Themenstruktur dem Thule-Mailboxen-Netz ähnelte. Der Schwerpunkt von Nordland sollte die Anti-Antifa sein. Thekla Kosche forderte in Nordland auf zur „Archivierung und Sammlung von Daten“ über „die linken Drahtzieher und Anstifter“.
Laut der Süddeutschen Zeitung soll Kai Dalek für das Bayerische Landesamt für Verfassungsschutz gearbeitet haben. Der Bayerische Verfassungsschutz habe damit einen Mitarbeiter in die Szene eingeschleust, der mit finanzieller Unterstützung am Aufbau des sogenannten Thule-Netzes mitwirkte. Etwa 800 D-Mark soll dieser monatlich erhalten haben, zusätzlich habe er Geld für seine Auslagen bekommen, etwa für Technik und Betrieb seines Knotenpunktes im Thule-Netz. Der Bericht schreibt, dass nach Angaben nicht genannter Quellen der Verfassungsschutz im Laufe der Jahre nach vorsichtiger Schätzung womöglich weit mehr als 150.000 D-Mark bezahlt haben könnte. Laut Einschätzung der Antifaschistischen Informations-, Dokumentations- und Archivstelle München, a.i.d.a., ist Dalek einer der „wichtigsten Kader“ in der Szene.
Der im NSU-Umfeld agierende Mitgründer des Thüringer Heimatschutzes und V-Mann Tino Brandt war ebenfalls Nutzer und Schreiber im Thule-Netz.

### Das Thule-Web
Allerdings war diese Trennung der Anfang vom Ende des Thule-Netzes, und seit dem Ende der 1990er Jahre hat es de facto aufgehört zu existieren. Auch die von den verbliebenen Betreibern angestrebte Fortsetzung durch das Thule-Web im Internet war wenig erfolgreich.